# Resolutie 1357 Veiligheidsraad Verenigde Naties
Resolutie 1357 van de Veiligheidsraad van de Verenigde Naties werd unaniem door de VN-Veiligheidsraad aangenomen op 21 juni 2001, en verlengde zowel de toestemming voor de SFOR-operatie van de NAVO als de UNMIBH-vredesmacht van de VN zelf in Bosnië en Herzegovina.

## Achtergrond
In 1980 overleed de Joegoslavische leider Tito, die decennialang de bindende kracht was geweest tussen de zes deelstaten van het land. Na zijn dood kende het nationalisme een sterke opmars, en in 1991 verklaarden verschillende deelstaten zich onafhankelijk. Zo ook Bosnië en Herzegovina, waar in 1992 een burgeroorlog ontstond tussen de Bosniakken, Kroaten en Serviërs. Deze oorlog, waarbij etnische zuiveringen plaatsvonden, ging door tot in 1995 vrede werd gesloten.

## Inhoud

### Waarnemingen
De buurlanden Kroatië en de Federale Republiek Joegoslavië werkten aan de versterking van hun relaties met Bosnië en Herzegovina en de uitvoering van het vredesakkoord. Voor een blijvende vrede moesten alle vluchtelingen in de regio kunnen terugkeren.

### Handelingen

#### I (vredesakkoord)
De partijen werden opnieuw opgeroepen het vredesakkoord en het Verdrag van Dayton na te leven. Zo moesten ze onder meer alle door het Joegoslavië-tribunaal aangeklaagde personen aan dat tribunaal uitleveren. Verder hadden ze de multinationale SFOR-macht geautoriseerd om desnoods met geweld de naleving van Annex 1-A van het vredesakkoord af te dwingen.

#### II (SFOR)
De Veiligheidsraad autoriseerde de lidstaten die deel uitmaakten van SFOR om de macht nog twaalf maanden langer voort te zetten en om Annex 1-A af te dwingen. Ook mocht SFOR het nodige doen om zichzelf of de uitvoering van haar missie te beschermen, alsook de regels over het luchtruim boven Bosnië en Herzegovina te doen naleven.

#### III (UNMIBH)
Ook het mandaat van de VN's UNMIBH-vredesmissie, met inbegrip van de IPTF-politiemissie, werd met een jaar verlengd, tot 21 juni 2002. Ten slotte werd de secretaris-generaal Kofi Annan gevraagd te blijven rapporteren over de uitvoering van de akkoorden en de naleving van de partijen van hun verplichtingen.

## Verwante resoluties
- Resolutie 1345 Veiligheidsraad Verenigde Naties
- Resolutie 1350 Veiligheidsraad Verenigde Naties
- Resolutie 1362 Veiligheidsraad Verenigde Naties
- Resolutie 1367 Veiligheidsraad Verenigde Naties

Lijst ·  1335 ·  1336 ·  1337 ·  1338 ·  1339 ·  1340 ·  1341 ·  1342 ·  1343 ·  1344 ·  1345 ·  1346 ·  1347 ·  1348 ·  1349 ·  1350 ·  1351 ·  1352 ·  1353 ·  1354 ·  1355 ·  1356 ·  1357 ·  1358 ·  1359 ·  1360 ·  1361 ·  1362 ·  1363 ·  1364 ·  1365 ·  1366 ·  1367 ·  1368 ·  1369 ·  1370 ·  1371 ·  1372 ·  1373 ·  1374 ·  1375 ·  1376 ·  1377 ·  1378 ·  1379 ·  1380 ·  1381 ·  1382 ·  1383 ·  1384 ·  1385 ·  1386